# Kenchester
Kenchester – wieś i civil parish w Anglii, w hrabstwie Herefordshire. W 2001 roku civil parish liczyła 98 mieszkańców. Kenchester jest wspomniana w Domesday Book (1086) jako Chenecestre.